# Phytomyza anderi
Phytomyza anderi är en tvåvingeart som först beskrevs av Ryden 1952.  Phytomyza anderi ingår i släktet Phytomyza och familjen minerarflugor.
Artens utbredningsområde är Sverige. Arten är reproducerande i Sverige. Inga underarter finns listade i Catalogue of Life.